# Nationale 1 1978-1979 (pallavolo femminile)
La Nationale 1 francese di pallavolo femminile 1978-1979 si è svolta tra il 1978 ed il 1979: al torneo hanno partecipato 6 squadre di club francesi e la vittoria finale è andata per la seconda volta all'ASUL Lyon.

## Regolamento
Il campionato si è svolto con un girone all'italiana dove le 6 squadre si sono affrontate in gare di andata e ritorno: al termine della prima fase, le prime quattro classificate hanno acceduto ad un girone per l'assegnazione dello scudetto, sfidandosi per tre volte e conservando i risultati della regular season; le ultime due classificate invece, hanno disputato i play-out per la permanenza in massima serie, sfidando le prime tre classificate in Nationale 2.

## Squadre partecipanti
- Clamart
- ASUL Lyon
- ASPTT Montpellier
- Nancy
- Paris UC
- Tourcoing

## Torneo

### Regular season

#### Classifica
| Pos. | Squadra           | Pt | G  | V | P | SV | SP | Ratio | PF | PS | Ratio |
| ---- | ----------------- | -- | -- | - | - | -- | -- | ----- | -- | -- | ----- |
| 1.   | ASUL Lyon         | -  | 10 | - | - | -  | -  | -     | -  | -  | -     |
| 2.   | ASPTT Montpellier | -  | 10 | - | - | -  | -  | -     | -  | -  | -     |
| 3.   | Paris UC          | -  | 10 | - | - | -  | -  | -     | -  | -  | -     |
| 4.   | Clamart           | -  | 10 | - | - | -  | -  | -     | -  | -  | -     |
| 5.   | Nancy             | -  | 10 | - | - | -  | -  | -     | -  | -  | -     |
| 6.   | Tourcoing         | -  | 10 | - | - | -  | -  | -     | -  | -  | -     |

| Ammesse ai play-off scudetto | Ammesse ai play-out |

### Play-off scudetto

#### Classifica
| Pos. | Squadra           | Pt | G  | V | P | SV | SP | Ratio | PF | PS | Ratio |
| ---- | ----------------- | -- | -- | - | - | -- | -- | ----- | -- | -- | ----- |
| 1.   | ASUL Lyon         | 21 | 12 | 9 | 3 | 28 | 21 | 1.333 | -  | -  | -     |
| 2.   | ASPTT Montpellier | 19 | 12 | 7 | 5 | 28 | 21 | 1.333 | -  | -  | -     |
| 3.   | Paris UC          | 18 | 12 | 6 | 6 | 25 | 23 | 1.086 | -  | -  | -     |
| 4.   | Clamart           | 15 | 12 | 3 | 9 | 13 | 35 | 0.371 | -  | -  | -     |

| Campione di Francia |

### Play-out

#### Classifica
| Pos. | Squadra      | Pt | G  | V | P | SV | SP | Ratio | PF | PS | Ratio |
| ---- | ------------ | -- | -- | - | - | -- | -- | ----- | -- | -- | ----- |
| 1.   | Nancy        | -  | 10 | - | - | -  | -  | -     | -  | -  | -     |
| 2.   | Tourcoing    | -  | 10 | - | - | -  | -  | -     | -  | -  | -     |
| 3.   | CASG Paris   | -  | 10 | - | - | -  | -  | -     | -  | -  | -     |
| 4.   | RC de France | -  | 10 | - | - | -  | -  | -     | -  | -  | -     |
| 5.   | SA Mérignac  | -  | 10 | - | - | -  | -  | -     | -  | -  | -     |

| Salve/Promosse in Nationale 1 |

## Verdetti
- ASUL Lyon Campione di Francia 1978-79 e qualificata alla Coppa dei Campioni 1979-80.
- ASPTT Montpellier qualificata alla Coppa delle Coppe 1979-80.